# Cessna 340
Cessna 340 — лёгкий двухмоторный самолёт.
Разработан компанией Cessna. Работа по созданию самолёта началась в 1969 году и первый самолёт был представлен в 1971 году. С 1971 г. начался серийный выпуск.
Моноплан нормальной аэродинамической схемы с пятиместной кабиной.

## Летно-технические характеристики
- Экипаж: 1

- Пассажировместимость: 5

- Длина: 10.46 м

- Размах крыльев: 11.62 м

- Масса (пустой): 1,780 кг

- Максимальный взлётный вес: 2,719 кг

- Силовая установка: 2× поршневых двигателя Continental TSIO-520-NB, 6- цилиндровый, мощность 310 л.с.каждый.

- Максимальная скорость: 452 км/ч

- Дальность (экономическая):  2,603 км

- Практический потолок: 9,085 м

- Скороподъемность: 8.38 м/с.